# Alloperla tiunovae
Alloperla tiunovae är en bäcksländeart som beskrevs av Valentina A.Teslenko 2009. Alloperla tiunovae ingår i släktet Alloperla och familjen blekbäcksländor. Inga underarter finns listade i Catalogue of Life.